# Cleantioides planicauda
Cleantioides planicauda is een pissebed uit de familie Holognathidae. De wetenschappelijke naam van de soort is voor het eerst geldig gepubliceerd in 1899 door Benedict.